# Oxidercia nisoria
Oxidercia nisoria är en fjärilsart som beskrevs av Felder 1874. Oxidercia nisoria ingår i släktet Oxidercia och familjen nattflyn. Inga underarter finns listade i Catalogue of Life.